# Pozo Colorado
Pozo Colorado (también llamado General Luis Irrazábal) es una localidad paraguaya que se encuentra ubicada en el departamento de Presidente Hayes, en la región Occidental del país, a unos 271 km de Asunción, la capital del país.
Administrativamente forma parte del municipio de Villa Hayes, ubicado a 239 km de distancia y cuenta con unos 14.000 habitantes aproximadamente, 4.000 en su área urbana y el resto esparcidos a lo largo de su extensa área rural.
El poblado se constituye como un importante centro urbano y comercial del Chaco Paraguayo, debido a su privilegiada ubicación, ya que se encuentra en el cruce de las dos carreteras más importantes de la región, la ruta PY09 que llega hasta la frontera con Bolivia y la ruta PY05 que llega hasta la frontera con Brasil, por lo que es un sitio de paso prácticamente obligado en esta zona.

## Historia
Desde hace siglos la zona solo estaba habitada por diversas tribus de la familia lengua, siendo los Enxet Sur, los últimos en establecerse en esta zona. Estas tribus del Chaco se dedicaban principalmente a la caza y a la recolección; y generalmente eran muy belicosos, por lo que durante la época colonial los españoles no vieron muy atractivo asentarse y adentrarse demasiado en la región.

### Disputa territorial con Argentina
En 1878, luego de la Guerra de la Triple Alianza, esta parte del territorio chaqueño entre el río Pilcomayo y el río Verde se encontraba en disputa entre Paraguay y Argentina, por lo que se llevó a cabo un arbitraje por parte del presidente de Estados Unidos de ese tiempo, Rutherford B. Hayes, en el conocido como Laudo Hayes, el cual falló a favor de Paraguay, por lo que dicho territorio quedó oficialmente en manos paraguayas. Este hecho hizo que el gobierno de Bolivia protestará en contra, ya que también reclamaba dicho territorio.
Las primeras referencias de Pozo Colorado datan de finales de la década de 1890, siendo originalmente un poblado indígena de la etnia Enxet Sur, quienes llamaban al lugar como "Yexwase' Yamelkyet".

### Disputa territorial con Bolivia
Desde 1905 Bolivia empezó a ocupar silenciosamente el Chaco Boreal, que en ese entonces estaba en disputa con Paraguay, construyendo pequeños puestos militares conocidos como "fortines". Por lo que Paraguay respondió también creando sus propios fortines en los siguientes años.
El 22 de octubre de 1924 el teniente 2º Juan Tomás González Ferreira del ejército paraguayo fundó el Fortín Comandante Orihuela (nombrado así en honor al teniente coronel José Orihuela, comandante de aquella zona), el cual fue el primer fortín paraguayo fundado en el interior del Chaco Paraguayo. A 15 km al suroeste de ese fortín se estableció la estancia ganadera Pozo Colorado.
El 28 de febrero de 1925, el ministro de guerra Luis Alberto Riart ordenó la construcción de una línea de telégrafo de Concepción al Fortín Orihuela. Poco después, se realizó una carretera de tierra que unía Concepción - Fortín Orihuela - Fortín Nanawa, siendo este primitivo camino el precursor de la actual ruta PY05.

### Guerra del Chaco
Entre 1932 y 1935 ocurrió la Guerra del Chaco, donde Paraguay y Bolivia se enfrentaron por el control del territorio, y a pocos kilómetros de Pozo Colorado se libraron combates importantes como la de Nanawa I, Nanawa II y Gondra, en la que todos los fortines bolivianos de la zona cayeron en manos del ejército paraguayo.
En 1938 Paraguay y Bolivia firmaron el Tratado de paz, amistad y límites, en el cual se definió que la actual zona de Pozo Colorado quedaba oficialmente dentro del territorio paraguayo.

### Posguerra y poblamiento
Recién desde 1960, se realizaron empezaron a asentar civiles en la zona, ya que hasta ese entonces los únicos habitantes eran militares, misioneros e indígenas nativos.
Desde 1988 hasta 1999 la localidad de Pozo Colorado fue la capital del Departamento de Presidente Hayes, ya que ese año la capital fue trasladada a Villa Hayes y Pozo Colorado pasó a formar parte y depender de este municipio.

### Actualidad
Desde el 2014, los pobladores de Pozo Colorado se han organizado para exigir la separación de Villa Hayes y la creación de su propio distrito independiente con el nombre de General Luis Irrazábal (destacado militar paraguayo durante la Guerra del Chaco), esto para tener una mayor autonomía, mayores recursos propios y poder gobernarse mejor. Sin embargo, esto aún no se ha concretado, ya que el proyecto se encuentra en estudio por parte del gobierno paraguayo.

Entrada a Pozo Colorado.

En la actualidad, con la duplicación de la ruta PY09 y la reparación de la ruta PY05, el poblado se encuentra experimentando un modesto crecimiento y desarrollo económico, debido principalmente a su buena ubicación en medio del Chaco Paraguayo, el cual lo convierte en un paso prácticamente obligado para los viajeros que pasan por esta zona.

## Geografía
Pozo Colorado está ubicada entre los ríos Verde y Montelindo a 268 km de la ciudad de Asunción, capital del país. Se accede a ella por la ruta N.º 9 Carlos Antonio López llamada también Ruta Transchaco.
Su suelo presenta características propias del Chaco paraguayo, con terrenos bajos y arcillosos.
La región no presenta elevaciones considerables del terreno.

## Clima
En Pozo Colorado la temperatura máxima en verano llega a los 44 °C y en invierno a los 0 °C. La temperatura media es de 26 °C.
El clima de Pozo Colorado, también puede ser clasificado como clima tropical de sabana (Aw) , de acuerdo con la clasificación climática de Köppen.

## Economía
En Pozo Colorado los pobladores se dedican principalmente a la ganadería. Pozo Colorado produce un importante volumen de ganado vacuno.

## Transporte

Peaje de Pozo Colorado sobre la ruta PY09.

Se accede a la ciudad por la Ruta 9 “Carlos Antonio López”, también conocida como “Ruta Trans-Chaco”. Por este distrito pasa una importante vía que la une con la localidad de Puerto Militar. Esta ruta, la PY05 "General Bernardino Caballero", llega hasta la ciudad de Concepción a través del puente Nanawa, sobre el río Paraguay.